# پل جوهانسون
پل جوهانسون (انگلیسی: Paul Johansson؛ زادهٔ ۲۶ ژانویهٔ ۱۹۶۴) یک هنرپیشه اهل ایالات متحده آمریکا است.

## گزیده فیلمشناسی
از فیلم‌ها یا برنامه‌های تلویزیونی که وی در آن نقش داشته‌است می‌توان به آثار زیر اشاره کرد.
- ظرف صابون (فیلم) (۱۹۹۱)
- وقتی مهمانی تمام شد (۱۹۹۳)
- اون خیلی دوست‌داشتنیه (۱۹۹۷)
- جان کیو (۲۰۰۲)
- برزرکر (فیلم ۲۰۰۴) (۲۰۰۴)
- دفترچه خاطرات (فیلم ۲۰۰۴) (۲۰۰۴)
- آلفا داگ (۲۰۰۶)
- النور عزیز (۲۰۱۴)
- نمایش درو کری (۲۰۰۱)
- سمی (۲۰۱۰)
- ذهن‌های مجرم (۲۰۱۲)
- سی‌اس‌آی (۲۰۱۳)
- مد من (۲۰۱۴–۲۰۱۵)
- استخوان‌ها (مجموعه تلویزیونی) (۲۰۱۵)
- روزی روزگاری (مجموعه تلویزیونی آمریکایی) (۲۰۱۶)
- اطلس شورید: قسمت اول
- کریپتو (۲۰۱۹)